# Jan Firbas
Jan Firbas (ur. 25 marca 1921 w Brnie, zm. 5 maja 2000 w Stanach Zjednoczonych) – czeski językoznawca i anglista; przedstawiciel praskiej szkoły lingwistycznej.
Studiował anglistykę, germanistykę i filozofię na Uniwersytecie Masaryka. Od 1949 r. był członkiem Katedry Anglistyki i Amerykanistyki. W 1990 r. został mianowany profesorem. W 1986 r. uzyskał doktoraty honorowe uczelni w Leuven i Leeds, od 2000 r. doktor honoris causa Uniwersytetu w Turku.
Opracował teorię struktury informacji zwaną perspektywą funkcjonalną zdania. Jego uczniem był lingwista Aleš Svoboda.